# Cidariophanes proteria
Cidariophanes proteria là một loài bướm đêm trong họ Geometridae.